# Peter Košak
Peter Košak, slovenski pesnik, * 26. december 1943, Maribor, † 18. april 1993, Pune, Indija.

## Življenjepis
Košak se je rodil v Mariboru, kjer je na prvi gimnaziji opravil maturo. Po začetnem študiju prava se je preselil v avstrijski Gradec, kjer se je rodila njegova mati in kjer je živela njegova stara mama. Leta 1964 se je preselil v Avstralijo, ki jo je prepotoval po dolgem in počez. Po naselitvi v Avstraliji je v 10 letih prepotoval ves kontinent, ter se končno ustalil v melbournski psihiatrični bolnišnici Kewju, kjer je opravljal delo bolničarja. Od tam je bil kot bolničar premeščen v bolnišnico Ararat.
Pesnik je umrl, naj živi pesem. To je bil eden izmed zadnjih krikov pesnika Košaka, ki je leta 1993 iz Avstralije neozdravljivo bolan odšel umret v Indijo med prijatelje guruje.

## Literarno delo
Košak se je med pomembne slovenske pesnike v Avstraliji uvsrstil z zbirko Iskanje, katero je leta 1982 izdal v samozaložbi. Njegove pesmi so bile objavljene v slovenskih revijah v Avstraliji (Saluku) in domovini (Sodobnost, Dialogi). Njegova poezija, ki oblikuje tipične teme kot so domovina, onostranstvo, majhnost, osamljenost, brezdomstvo, na stilno zahtevni, besedno igrivi, celo eksperimentalni ravni, se z več besedili predstavljena v dveh antologijah slovenske avstralske lirike: To drevo na tujem raste (1990) in Lipa (1990). Pesem Starčki, objavljena v knjigi jugoslovanskih pesnikov v Avstraliji Naše steze je dobila prvo nagrado za moderno poezijo.